# Bürmoos
Bürmoos est une commune autrichienne du district de Salzbourg-Umgebung dans l'État de Salzbourg.

## Géographie

### Localités
Alm, Kellerwald, Laubschachen, Pladenfeld, Ringofen, Stierling, Zehmemoos.